# Scott Sheffield

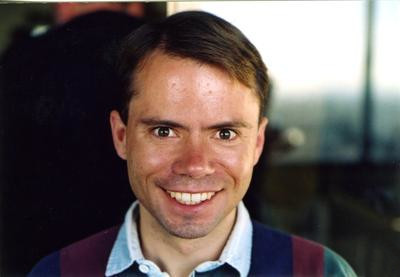
Scott Sheffield

Scott Sheffield (* 20. Oktober 1973) ist ein US-amerikanischer Mathematiker, der sich mit Wahrscheinlichkeitstheorie beschäftigt.
Sheffield machte 1998 seinen Bachelorabschluss in Mathematik an der Harvard University und wurde 2003 an der Stanford University bei Amir Dembo promoviert wurde (Random surfaces: large deviations and gradient Gibbs measure classifications). Danach war er 2002 bis 2004 bei Microsoft Research, 2004/2005 an der University of California, Berkeley, 2005/2006 Assistant Professor und ab 2007 Associate Professor am Courant Institute of Mathematical Sciences of New York University und 2006/2007 am Institute for Advanced Study. 2008 wurde er Professor am Massachusetts Institute of Technology.
2006 erhielt er den Rollo-Davidson-Preis für junge Wahrscheinlichkeitstheoretiker für seine Arbeiten der Anwendung der Schramm-Löwner-Evolution (SLE) in räumlichen stochastischen Modellen. Mit Jason P. Miller befasste er sich mit der Geometrie von Gaussian Free Fields (GFF) und fand Einbettungen von verschiedenen SLE in GFF. Außerdem bewiesen sie die Äquivalenz zweier Modelle von Zufallsflächen (Brownian Maps, Liouville Quantum Gravity).
2009 erhielt er den Presidential Early Career Award for Scientists und 2011 den Loève-Preis. Er war Sloan Fellow. 2017 erhielt er den Clay Research Award. 2021 wurde Sheffield in die American Academy of Arts and Sciences gewählt. 2022 hielt er einen Plenarvortrag auf dem Internationalen Mathematikerkongress (What is a random surface ?). Für 2023 wurde ihm der Leonard Eisenbud Prize zuerkannt. 2024 erhielt er der Henri-Poincaré-Preis. 2025 wurde Sheffield zum Mitglied der National Academy of Sciences gewählt.
Er arbeitete unter anderem mit Richard Kenyon, Oded Schramm, Gregory F. Lawler, Yuval Peres und den Fields-Medaillen Preisträgern Andrei Okounkov und Wendelin Werner zusammen.

## Schriften
- Random Surfaces, Asterisque, Nr. 304, 2006 (177 Seiten)
- Gaussian free fields for mathematicians, 2003
- mit Oded Schramm Contour lines of the two-dimensional discrete Gaussian free field, Acta Mathematica (Preprint 2006)